# Jimmy Neutron – Der mutige Erfinder
Jimmy Neutron – Der mutige Erfinder (Originaltitel: Jimmy Neutron: Boy Genius) ist ein US-amerikanischer Computeranimationsfilm aus dem Jahr 2001. Produziert wurde der Film von Nickelodeon Movies. Aufgrund seines Erfolgs entstand zwischen 2002 und 2006 die Fernsehserie Jimmy Neutron.

## Handlung
Jimmy Neutron ist ein zehnjähriges Genie und lebt mit Familie und Freunden in der Stadt Retroville. Zu Beginn des Films startet er einen aus dem Toaster seiner Eltern gebastelten Satelliten ins Weltall, um Kontakt mit außerirdischen Lebensformen aufzunehmen.
In der Schule erfahren Jimmy und seine Freunde von der bevorstehenden Eröffnungsnacht des Vergnügungsparks Retroland. Da ihnen ihre Eltern jedoch den Besuch des Parks während der Schulzeit verbieten, schleichen sich die Kinder in der Nacht aus den Häusern, um zur Eröffnung von Retroland zu kommen. Unterdessen wird der Toaster-Satellit von den außerirdischen Yokianern unter der Führung von König Goobot und dessen zurückgeblieben scheinendem Bruder Ooblar aufgegriffen. Sie empfangen Jimmys Nachricht und wählen die Erde als ihr Ziel aus. Während Jimmy und alle anderen Kinder aus Retroville im Vergnügungspark feiern, entführen die Yokianer alle Erwachsenen der Stadt.
Als die Kinder am nächsten Tag das Fehlen sämtlicher Eltern bemerken, genießen sie zunächst ihre neue Freiheit, erkennen jedoch bald, dass sie die Erwachsenen doch brauchen. Jimmy findet heraus, dass die Yokianer sie auf ihren Heimatplaneten entführt haben. Unter Jimmys Anleitung bauen die Kinder die Fahrgeschäfte von Retroland zu Raumfahrzeugen um und starten die Rettungsmission. Auf dem Planeten der Yokianer werden sie gefangen genommen und erfahren, dass ihre Eltern dem Hühnerdämon Poultra geopfert werden sollen. Mit Hilfe von Jimmys Roboterhund Robbie gelingt es den Kindern, aus der Gefangenschaft auszubrechen, die Erwachsenen zu befreien und an Bord eines Yokianischen Raumschiffes zu fliehen. Sie schaffen es, die Flotte der Außerirdischen zu zerstören, lediglich König Goobot und Ooblar können entkommen und schwören Jimmy und den anderen Kindern, dass sie sie nicht zum letzten Mal gesehen haben.
Alle Kinder und Erwachsenen aus Retroville gelangen schließlich mit dem Yokianischen Raumschiff sicher auf die Erde zurück.

## Synchronisation
| Rolle          | Originalsprecher | Deutscher Sprecher |
| -------------- | ---------------- | ------------------ |
| Jimmy Neutron  | Debi Derryberry  | Ilona Brokowski    |
| Frank Neutron  | Mark DeCarlo     | Detlef Bierstedt   |
| Judy Neutron   | Megan Cavanagh   | Rita Engelmann     |
| Cindy Vortex   | Carolyn Lawrence | Cathlen Gawlich    |
| Karl Keucher   | Rob Paulsen      | Gerrit Schmidt-Foß |
| Miss Fowl      | Andrea Martin    | Liane Rudolph      |
| Libby Folfax   | Crystal Scales   | Ranja Bonalana     |
| Robbie Neutron | Frank Welker     | Stefan Fredrich    |
| Ooblar         | Martin Short     | Stefan Krause      |
| Max Estevez    | Jeff Garcia      | Wanja Gerick       |
| König Goobot   | Patrick Stewart  | Wolfgang Völz      |
| Nick Dean      | Candi Milo       | Sebastian Schulz   |

Quelle: Cineclub – Kino und mehr

## Hintergrund
Jimmy Neutron – Der mutige Erfinder wurde mit einem Budget von etwa 30 Millionen Dollar produziert. Am Startwochenende wurden in den USA über 13,8 Millionen Dollar eingespielt, insgesamt beliefen sich die Einspielergebnisse auf 80,9 Millionen Dollar in den Vereinigten Staaten und fast 103 Millionen Dollar weltweit.

## Rezeption
Jimmy Neutron – Der mutige Erfinder wurde 2002 in der erstmals ausgeschriebenen Kategorie Bester animierter Spielfilm für den Oscar nominiert, den Preis gewann die DreamWorks-Produktion Shrek – Der tollkühne Held.
Die Redaktion von Cinema beurteilt den Film als „witziges und brillant animiertes Abenteuer für große und kleine Genies“. Auf kino.de wird Jimmy Neutron als „unterhaltsames, für Kinder aber durchaus aufregendes Science-Fiction-Szenario“ beschrieben, dessen „wunderbar klare Animation [...] sich vor den Großen (Pixar, Dreamworks) nicht verstecken muss“. SKIP – Das Kinomagazin zieht das Fazit: „Kinderfilm, wie er sein sollte: Knallbunt, superlustig, die Message stimmt und die Musik sowieso“. Frank Ehrlacher vom Moviemaster-Film-Lexikon gibt der Produktion eine Wertung von 40 Prozent und sieht Parallelen zum Disney-Animationsfilm Toy Story, wobei Jimmy Neutron „trotz aller Bemühungen um ein originelles Drehbuch in punkto Witz keinesfalls mit dem mutmaßlichen „Vorbild“ konkurrieren“ kann.

## Soundtrack
Das Label Jive Records veröffentlichte 2001 den offiziellen Soundtrack zum Film. Das Album Music From The Motion Picture ‘Jimmy Neutron Boy Genius’ enthielt unter anderem Titel von Britney Spears, *NSYNC, Aaron Carter und den Ramones.

## Videospiel
Jimmy Neutron – Der mutige Erfinder wurde 2002 von THQ als Videospiel veröffentlicht. Das auf der Filmhandlung basierende Jump-’n’-Run-Spiel erschien für Game Boy Advance, Nintendo GameCube, PlayStation 2 und als PC-Version. Neben diesem Spiel wurde außerdem das Spiel mit dem Namen Jimmy Neutron - Gotta blast rocket race game veröffentlicht.